# 林德福 (中國國民黨)
林德福（1953年10月23日—），中華民國政治人物，中國國民黨籍，現任第十一屆新北市第九選舉區立法委員。曾任第五至十屆立法委員、國民黨副秘書長、國民黨立法院黨團總召集人、臺北縣永和市市長等職務。

## 政治經歷

### 第六屆立法委員
- 2006年因為反對扁宋會，與時任立法委員孫大千、李永萍、陳志彬一同宣布加入中國國民黨。

### 第九屆立法委員

#### 評論民進黨台獨黨綱
- 2016年5月19日，在中國國民黨立法院黨團招開記者會，說「民進黨黨綱第一條就是台獨黨綱，蔡英文政府完全執政第一天就可以宣布台灣獨立[1]。

#### 不當黨產
- 2016年7月26日，立法院三讀通過政黨及其附隨組織不當取得財產處理條例後，國民黨立法院黨團發動「案海戰術」，抗議民進黨不協商，提出1473項預算刪減凍結提案來杯葛議事，林德福表示，黨團一切議事攻防都按照「議事規則」，符合「議事程序」，這些議事攻防的策略還「都是過去八年民進黨用過的」[2][3]。時代力量立委黃國昌指控，詢問國民黨書記長林德福原因，林德福回答：「我爽！」，但林德福否認並提出影片反擊[4][5][6]。

#### 推動反深澳電廠公投
- 認為行政院院長賴清德決定停止興建深澳發電廠，是「政治操作」，是面對選舉壓力所作考量，但是能不能真的做到，仍然不免令人質疑。為了確保不讓深澳電廠興建，必須訴諸直接民權。「反深澳電廠」公投案已經成案，希望民眾投票支持，此案將繼續推動，不會停下來。[7]

#### 陳水扁保外就醫
- 2016年11月7日，立法院司法及法制委員會，邀請法務部長邱太三進行報告及備詢，並提出質疑，陳水扁稱拍攝他的麵包師傅有「深藍的心態」，這是否涉及公然侮辱？ [8]

### 第十屆立法委員

#### 競選總部設工地大樓
- 2019年其位於永和區中正路、得和路口的競選總部，為興建中的大樓工地1樓，涉嫌違反法令，新北市工務局表示，將依照建築法第25條規定「未經核准擅自使用」，並依建築法第86條處分其擅自使用，處以使用樓層造價的5%罰鍰，林德福服務處黃主任說，競選總部會依法申請使用。[9]

- 2019年4月20日，黨內初選對決洪秀柱的辦公室機要秘書李旨揚勝出，競選連任。[10]
- 2020年1月11日，擊敗民主進步黨提名的蔡沐霖，成功當選[11]

### 第十一屆立法委員
- 2024年1月13日，順利連任立委[12]。

### 面臨罷免
在2025年初，林德福被當區選民提出要罷免。因為缺席了公辦電視的罷免說明會，甚至回應那種人不必跟他講什麼，結果遭到罷免團體質疑他未有積極面對罷免的訴求。罷團也批評，林德福缺席說明會、躲避記者提問，反映的不是沉穩而是心虛。立委應是民主制度中為民發聲的代表，若連選民質疑都無法面對，不可能在國會替人民把關法案與預算。罷團又形容林德福長期佔據永和立委，實際上問政表現卻是乏善可陳、在國會殿堂上數度被拍到呼呼大睡，等同廢弛選民託付的責任。
罷免案期間，林右昌曾經公開表態支持罷免。

## 選舉紀錄
| 年度 | 選舉屆數                 | 選舉區           | 所屬政黨   | 得票數  | 得票率 | 當選標記 | 備註   |
| ---- | ------------------------ | ---------------- | ---------- | ------- | ------ | -------- | ------ |
| 1986 | 第三屆永和市市民代表選舉 | 永和市第四選舉區 | 中國國民黨 | 3,298   | 26.38% |          | [ 16 ] |
| 1990 | 第四屆永和市市民代表選舉 | 永和市第四選舉區 | 中國國民黨 | 3,588   | 24.25% | [ 17 ]   |        |
| 1994 | 第五屆永和市市長選舉     | 臺北縣永和市     | 中國國民黨 | 34,480  | 39.87% | [ 18 ]   |        |
| 1998 | 第六屆永和市市長選舉     | 臺北縣永和市     | 中國國民黨 | 42,442  | 63.89% | [ 19 ]   |        |
| 2001 | 第五屆立法委員選舉       | 臺北縣第三選舉區 | 親民黨     | 44,773  | 7.62%  |          |        |
| 2004 | 第六屆立法委員選舉       | 臺北縣第三選舉區 | 親民黨     | 41,210  | 7.76%  |          |        |
| 2008 | 第七屆立法委員選舉       | 臺北縣第九選舉區 | 中國國民黨 | 98,634  | 69.61% |          |        |
| 2012 | 第八屆立法委員選舉       | 新北市第九選舉區 | 中國國民黨 | 89,767  | 48.83% |          |        |
| 2016 | 第九屆立法委員選舉       | 新北市第九選舉區 | 中國國民黨 | 82,761  | 52.43% |          |        |
| 2020 | 第十屆立法委員選舉       | 新北市第九選舉區 | 中國國民黨 | 102,108 | 56.41% |          |        |
| 2024 | 第十一屆立法委員選舉     | 新北市第九選舉區 | 中國國民黨 | 98,260  | 57.73% |          |        |

## 相關事件

### 連勝文槍擊案
- 2010年11月26日，2010年中華民國直轄市公職人員選舉選前之夜，新北市議員候選人陳鴻源的造勢晚會發生槍擊事件和林德福換位置的連勝文頭部中槍，外界懷疑兇手目標是林德福[20][21]。

## 爭議新聞
- 2013.06.24 - 力挺媒體壟斷：因旺中併購案引起的「反媒體壟斷法」討論，林德福曾表示立法後：「媒體併購過去可以，未來不行，完全說不通」，全力支持財團壟斷媒體。https://www.chinatimes.com/newspapers/20130624000840-260301?chdtv
- 2017.11.14 - 打壓客語。客委會主委想要使用客語進行報告遭立委林德福制止。https://news.pts.org.tw/article/376831
- 2018.11.25 - 反對同志婚姻平權法案：說要保障同志權益 https://www.cna.com.tw/news/aipl/201811250112.aspx （页面存档备份，存于），實際上卻阻撓婚姻平權草案 https://www.thenewslens.com/article/114805 （页面存档备份，存于）
- 2023.12.27 -「永和行政園區」都更案，永和孫家，土地被新北市府透過偽造文書的方式長期侵占使用，向時任永和市長的林德福陳情，卻被置之不理https://tw.news.yahoo.com/%E5%BC%B7%E5%8D%A0%E7%99%BE%E5%84%84%E6%B0%91%E5%9C%B0%E6%8F%9B%E5%BB%BA%E5%95%86%E9%83%BD%E6%9B%B4%E5%88%A9%E7%9B%8A-%E6%B0%B8%E5%92%8C%E5%B1%85%E6%B0%91%E8%BD%9F-%E4%BE%AF%E5%8F%8B%E5%AE%9C-%E6%9E%97%E5%BE%B7%E7%A6%8F%E7%9B%AE%E7%84%A1%E6%B3%95%E7%B4%80-041125888.html
- 2024.10.11 - 林德福任內通過走向非核家園，現在支持以核養綠。 https://udn.com/news/story/6656/8285543 （页面存档备份，存于）
- 2024.11.13 - 建議酒駕鞭刑公投 https://tw.news.yahoo.com/%E8%97%8D%E5%A7%94%E6%8F%90%E8%BE%A6-%E9%9E%AD%E5%88%91%E5%85%AC%E6%8A%95-%E5%96%8A%E8%A9%B1%E5%85%A7%E6%94%BF%E9%83%A8%E5%88%A4%E5%88%91-%E9%9E%AD%E5%88%91%E6%9C%89%E5%8A%A9%E6%89%93%E8%A9%90-%E9%98%B2%E9%85%92%E9%A7%95-041815591.html （页面存档备份，存于）
- 2025.03.20 - 罷團爆服務處是違建 林德福：尊重市府依法行政。林德福服務處，佔據道路與人行道，並以水泥圍牆加蓋建築物，新北市政府違章建築拆除大隊已經以「新北拆認二字第1133238978號」公文拍照建檔列管在案。 https://news.ltn.com.tw/news/politics/breakingnews/4985931 （页面存档备份，存于）
- 2025.04.16 - 國民黨罷免綠委領銜人比納粹手勢惹議、藍委聲援「正義青年」？！陳培瑜點名「洪孟楷、葉元之、林德福、廖先翔」道歉：居然和支持戰爭罪者站一起。https://www.setn.com/News.aspx?NewsID=1641004&utm_campaign=viewallnews （页面存档备份，存于）

## 外部連結
- 林德福的Facebook專頁
- 立法院全球資訊網－立法委員－林德福委員簡介 （页面存档备份，存于）